# Aethiopocassis sensualis
Aethiopocassis sensualis es un coleóptero de la familia Chrysomelidae.
Fue descrita científicamente por primera vez en 1924 por Spaeth.